# Trattato teologico-politico
Il Trattato teologico-politico (Tractatus theologico-politicus) è un'opera di Baruch Spinoza, pubblicata anonima nel 1670 ad Amsterdam. Insieme alla versione geometrica dei Principia di Cartesio, edita con l'appendice dei Cogitata Metaphysica, il trattato è l'unica opera di Spinoza non pubblicata postuma.
Scopo fondamentale del trattato è la dimostrazione che il libero pensiero e la libertà di espressione non solo non confliggono con la pace sociale e la buona politica, ma anzi le fondano. A questo scopo convergono dissertazioni di esegesi biblica (con esempi pratici di un nuovo metodo), filosofia della religione, filosofia politica.

## Genesi dell'opera e contesto storico
La pubblicazione anonima coronava un lavoro iniziato nel 1665 circa, al tempo in cui Spinoza si stava dedicando alla redazione dell'Ethica, che interruppe momentaneamente per scrivere il Tractatus. L'anonimato serviva a distogliere l'odium theologicum dall'autore e dall'editore. L'identificazione dell'autore fu peraltro facile e Spinoza non ebbe particolare cura di ostacolarla. In una lettera a Leibniz scrive:
(Epistola XLVI del 9 novembre 1671)
Il 19 luglio del 1674 il Tractatus viene colpito da un decreto di condanna delle Corti d'Olanda, insieme al Philosophia Sacrae Scripturae interpres di Lodewijk Meyer, che era apparso in unico volume con la seconda edizione del Tractatus, e al Leviatano di Hobbes, tradotto in olandese già dal 1667 e in latino l'anno dopo. Il giudizio di condanna contro l'opera anonima era già stato manifestato nel maggio 1670 da Jakob Thomasius (Programma adversus anonymum de libertate philosophandi) e, il mese dopo, da Fredericus Rappoltus (Oratio contra Naturalistas), mentre Lambertus van Velthuysen, in una lettera a Jacobus Ostens, dà un giudizio negativo dell'opera e stigmatizza ogni eversione dalla tradizione religiosa.
Le Province Unite, al tempo in cui Spinoza inizia a scrivere il Tractatus, si trovano a combattere per mantenere il ruolo di prim'ordine confermato loro dalla pace di Münster (1648), che aveva chiuso la Guerra dei Trent'anni con la riconferma dell'assetto del 1609. L'Inghilterra è il principale avversario in campo economico. L'equilibrio dei rapporti interni era articolato e teso: sul piano religioso si confrontavano cattolici e calvinisti, sul piano politico orangisti e repubblicani. Nella Prefatio, Spinoza afferma di voler far cosa grata al paese in cui ha avuto il privilegio di nascere trattando del fondamento e dell'importanza delle libertà civili, ma è possibile che egli scrivesse perché non riteneva queste libertà così fuori pericolo nei Paesi Bassi.
Insieme alla versione geometrica dei Principia di Cartesio, edita con l'appendice dei Cogitata Metaphysica, il trattato è l'unica opera di Spinoza non pubblicata postuma.

## Struttura dell'opera
L'opera, redatta in latino, è divisa in 20 capitoli e una prefazione.
Una possibile ulteriore suddivisione è la seguente:
- capp. I-VI: analisi della profezia come rivelazione divina e dei profeti come interpreti della rivelazione; l'elezione del popolo ebraico; il contenuto della Legge divina; cerimonie e storie sacre; i miracoli. Sono i capitoli più polemici dell'opera, in cui Spinoza sostiene che il linguaggio metaforico della Bibbia è rivolto alla gente semplice e respinge la fede nei miracoli, a favore di una spiegazione razionale dei fenomeni naturali resa possibile dal progresso scientifico;
- capp. VII-X: esposizione di un nuovo metodo esegetico delle Sacre Scritture, con un'applicazione concreta;
- capp. XI-XV: gli apostoli; il vero senso della parola divina; l'essenza della fede; la filosofia non è ancilla theologiae (è l'avvio della parte "costruttiva" dell'opera);
- capp. XVI-XX: temi politici.

## Temi dell'opera
I temi affrontati sono:
- la critica al modo di intendere la religione: produceva infatti emozioni passive quali la paura inutile e la speranza vana; Spinoza non condanna però la religione in sé, e, accompagnandosi con un'attenta operazione di esegesi biblica, afferma che essa è positiva e fedele al suo intento originario quando promuove pietà e obbedienza morale
- tema politico: è un contrattualista liberale: crede che gli uomini abbiano creato un patto per necessità al fine di soddisfare il loro “conatus” (impulso all’autoconservazione), e che lo stato esista per garantire libertà di pensiero ed espressione, necessarie al raggiungimento della pace sociale. Critica fortemente gli stati teocratici, come quello dei Leviti, sulla base che essi sono disorganizzati e aprono al contrasto tra potere politico e religioso. Questa superiorità e indipendenza del potere politico rispetto a quello religioso e la concezione di Stato come limitazione degli impulsi degli uomini sono punti ripresi (in chiave più liberale) dal filosofo inglese Thomas Hobbes, del quale Spinoza era uno dei pochi estimatori all'epoca.

### La critica dei miracoli e della Provvidenza
Nel sesto capitolo introduce la critica dei miracoli, a favore della piena intellegibilità del reale. Spinoza nega anche la Provvidenza intesa come libera e insondabile volontà divina, laddove in Dio tutto è necessario. Egli crede nella storicità di quanto descritto dalla Bibbia e definisce i miracoli non come eventi sovrannaturali, ma come eventi che superano la nostra comprensione umana e di cui ancora si ignora la causa naturale (ad esempio l'arresto del sole al tempo di Giosuè rispetto all'astronomia moderna). Essi quindi non dimostrano né l'essenza né l'esistenza di Dio né aggiungono nulla alla comprensione di Dio e della natura.
natura divina; o ancora, se qualcuno stabilisse che Dio fa qualcosa contro le leggi della natura, costui si troverebbe, ad un tempo, a stabilire che Dio agisce
contro la sua natura; mentre non c’è nulla di più assurdo.[...] Non si deve dubitare che nella Scrittura si narrino molti miracoli le cui cause si possono facilmente spiegare a
partire da principi naturali noti.»
()
Dio è immutabile ed è improbabile che contraddica le leggi che ha liberamente -quanto necessariamente- scelto (libertà e necessità coincidono). Inoltre, se la natura si identifica con Dio, allora una violazione delle leggi della natura sarebbe una contraddizione interna all'essenza divina. Spinoza, tuttavia, lascia ai teologi il compito di discernere un'improbabile potenza straordinaria di violare le leggi naturali, che si aggiunge alla potenza ordinaria con la quale Dio regge il cosmo.

### Critica del Pentateuco
La prima edizione del trattato uscì in stampa anonima ad Amburgo nel 1670, nello stesso anno in cui fu pubblicato il Leviatano di Hobbes. Come Lutero, anche quest'ultima opera negò la paternità mosaica del Pentateuco; tuttavia, non è noto se Spinoza ne fosse a conoscenza e ne sia stato influenzato. Conoscendo la lingua ebraica ed essendo un ebreo inserito nella propria comunità, Spinoza aveva il vantaggio di possedere elementi "di prima mano" che Hobbes ignorava. 
Nell'8° capitolo del suo trattato, Spinoza cita Abraham ibn ‛Ezra (anch'egli di tendenze panteiste, secondo Graetz) e per la prima volta sostiene che questi fu il primo a mettere velatamente in dubbio la paternità mosaica del Pentateuco: all'epoca di ibn 'Ezra, tale tesi era severamente difesa dai Farisei che consideravano eretico chiunque la pensasse diversamente. 
Prima di Ibn' Ezra, già Abelardo si era chiesto se Deut. 33 e 34 fossero una profezia di Mosè sulla propria morte o la successiva opera di un altro autore. Su questa linea, quindici anni prima del Trattato teologico-politico di Spinoza, il Praeadamitae – Systema theologicum (1655) del calvinista libertino Isaac La Peyrère aveva affermato che la narrazione della morte di Mosè provava che i 5 libri del Pentateuco erano scripti ab alio. 
In questo capitolo, Spinoza si domanda chi sia (siano) l'autore (gli autori) del Pentateuco, Libro di Ruth e dei libri storici (Giosuè, Giudici, 1 e 2 Samuele, 1 e 2 Re):
(Trattato teologico-politico 8,125, a cura di A. Dini, Milano 1999, p. 347)
L'argomentazione di Spinoza tende a dimostrare che Mosè non può essere stato l'autore del Pentateuco. Il filosofo di Amsterdam elenca questi elementi:
- tutta la Torah si riferisce Mosè in terza persona (e non nella prima come sarebbe, secondo Spinoza, se ne fosse stato l'autore), * l'autore dei testi afferma di "rendere testimonianza";
- la narrazione non si limita alla morte, sepoltura di Mosè e al lutto di Israele, ma prosegue oltre;
- Mosè è ritenuto il più grande fra tutti i profeti a lui successivi;
- i luoghi sarebbero nominati non con i nomi che avevano al tempo di Mosè, ma in un'epoca successiva.

Spinoza non nega la storicità del Pentateuco, vale a dire che gli eventi in esso descritti si siano realmente verificati, bensì nega la natura profetica dei 5 libri, sostenendo che la redazione finale fu fatta dopo gli eventi storici, da parte del sommo sacerdote e scriba Esdra (400 a. C.), durante la dominazione persiana. 
Come afferma nella seconda parte dell'Ethica, la profezia e la divina Rivelazione scaturirebbero dalla facoltà immaginativa. Spinoza negò la dimensione filosofico-razionale della profezia mosaica, che vi aveva visto Maimonide.
Svuotata di ogni sostanza trascendente, la fede è ridotta a un insieme di comandamenti morali volti all'obbedienza: nihil praeter obedientiam, intentum Scripturae esse tantum obedientiam docere (l'unico proposito della Scrittura è quello di insegnare l'obbedienza).

## Accoglienza
Forse già nel 1670 era iniziato l’intenso e semiclandestino rapporto epistolare tra "l’avvocato di Dio" e il "temibile cartesiano", culminato nel novembre 1676 con la visita personale di Leibniz alla casa di Spinoza all'Aia.
Leibniz conobbe l'esistenza del TTP grazie al suo professore di Lipsia, Jakob Thomasius. Nel maggio 1671 annunciò a Graevius di aver completato una prima lettura accurata del TTP. Fra il settembre e l'ottobre del 1675 incontrò a Parigi il tedesco Ehrenfried Walther von Tschirnhaus, amico di Spinoza, che ispirò una seconda lettura del libro, terminata entro la fine dell'anno.
Se del carteggio con Tschirnhaus sono sopravvissute poche tracce, grazie a Ursula Goldenbaum sono note le annotazioni di Leibniz durante la prima lettura del TTP. L'opinione di Leibniz sul TTP emerge dalle sue annotazioni alle lettere di Spinoza a Heinrich Oldenburg, che il primo terminò di leggere nel 1676.
In una lettera a Lambert van Velthuysen datata giugno 1671, Leibniz aveva già criticato la tesi spinoziana secondo cui Esdra sarebbe stato l'unico redattore dell'intero Antico Testamento.
In un'altra lettera a Gottlieb Spitzel, datata alla fine del febbraio 1677, il filosofo tedesco ritiene che «[Spinoza] esercita una critica, sicuramente sapiente, ma piena di veleno contro l’autenticità, l'autorità e l’antichità in sé delle Sacre Scritture».

## Edizione originale
- B. D. S., Tractatus theologico-politicus, continens dissertationes aliquot, quibus ostenditur libertatem philosophandi non tantum salva Pietate, & Reipublicae Pace posse concedi: sed eandem nisi cum Pace Reipublicae, ipsaque Pietate tolli non posse, Künrath, Hambourg 1670.

## Edizioni integrali italiane
- Trattato teologico-politico, trad. Carlo Sarchi, Tip. Bortolotti e C., Milano, 1875.
- Trattato teologico-politico, Presentazione, traduzione e note di Sante Casellato, Fantoni, Venezia, 1945; Collana Classici della filosofia n.8, La Nuova Italia, Firenze, 1971-1985; Collana I Classici del Pensiero, Fabbri Editori, Milano, 1996-2001.
- Trattato teologico-politico, trad., commento e apparato critico a cura di Antonio Droetto, Torino, Ramella, 1958; riedizione curata e integrata di Ludovico Chianese, Roma, Nuova Edizioni del Gallo, 1991.
- Trattato teologico-politico, trad. di Salvatore Rizzo e Franco Fergnani, Collezione Classici della filosofia, Torino, UTET, 1972, 1997; TEA, Milano, 1997; Collana Classici del pensiero n.4, UTET, 2006-2013-2017, ISBN 978-88-511-5172-0.
- Trattato teologico-politico, trad., Introduzione e commenti di Antonio Droetto e di Emilia Giancotti Boscherini, Introduzione di E. G. Boscherini, Collana NUE n.130, Einaudi, Torino 1972 - II ed. riveduta, Einaudi, 1980-1997, ISBN 978-88-063-3100-9; Postfazione di Pina Totaro, Collana Piccola Biblioteca. Classici. Filosofia, Einaudi, 2007, ISBN 978-88-061-8701-9.
- Trattato teologico-politico, a cura di Arnaldo Petterlini, Zanichelli, Bologna, 1995, ISBN 978-88-080-9374-5.
- Trattato teologico-politico, Introduzione, trad., note e apparati a cura di Alessandro Dini, Collana Testi a fronte n.80, Rusconi, Milano, 1999, ISBN 978-88-187-0230-9; Collana Testi a fronte n.33, Bompiani, Milano, 2001, 2010; Nuova ed. riveduta, Collana Testi a fronte, Bompiani, Milano-Firenze, 2021, ISBN 978-88-301-0626-0.
- Tractatus thelogico-politicus. Trattato teologico-politico, a cura di Pina Totaro, Collana Classici del pensiero europeo, Bibliopolis, Napoli, 2007, ISBN 978-88-708-8372-5.
- in Opere, Introduzione e cura di Filippo Mignini, trad. e note di Omero Proietti, Collana I Meridiani, Mondadori, Milano, 2007, ISBN 978-88-045-1825-9; Collana I Classici del Pensiero n.14, Milano, Mondadori, 2008; Collana Grandi Filosofi, Milano, RBA, 2017.
- in Tutte le opere, testo latino a fronte, trad. di Alessandro Dini, a cura di Andrea Sangiacomo, Collana Il pensiero occidentale, Bompiani, Milano, 2010, ISBN 978-88-452-6418-4.